# Attore (diritto)
L'attore, nel diritto processuale, è colui che agisce in sede giurisdizionale per far valere un proprio diritto.

## Etimologia
Il latino actor da cui proviene l'italiano attore, è un derivato del verbo agere, agire.

## Caratteristiche
Di norma a lui spetta l'onere della prova. A lui si oppone, nel processo, il convenuto. Qualora la sua azione venga ritenuta assolutamente priva di fondamento, può in sentenza essere condannato per lite temeraria.